# Ophionereis sexradia
Ophionereis sexradia is een slangster uit de familie Ophionereididae.
De wetenschappelijke naam van de soort werd in 1936 gepubliceerd door Theodor Mortensen.